# カール・レーヴィット
カール・レーヴィット（Karl Löwith、1897年1月9日 - 1973年5月26日）は、ドイツの哲学者。ドイツ系ユダヤ人。日本で教鞭をとったこともある20世紀を代表する哲学史家である。

## 経歴
1897年、ミュンヘンで生まれた。高校卒業後、第一次世界大戦に志願してドイツ兵として出征し重傷を負い、イタリア軍の捕虜となった。

### 第一次世界大戦後からナチズム台頭まで
1917年に除隊後ミュンヘンへ戻った。その後ミュンヘン大学で生物学と哲学・人類学・社会学の勉強を始めた。1918年から1919年にかけてミュンヘンでマックス・ウェーバーの講義に参加し、1919年にはフライブルク大学に移って勉強を続けた。当地では、哲学者のエドムント・フッサール、その助手でレーヴィットに大きな影響を与えたマルティン・ハイデッガー、動物学者のハンス・シュペーマンが教鞭をとっていた。
1922年にミュンヘンに戻り、現象学の碩学モーリッツ・ガイガーの指導を受け、翌1923年に学位論文『ニーチェにおける自己解釈とニーチェの諸解釈における解明』(原題"Auslegung von Nietzsches Selbst-Interpretation und von Nietzsches Interpretationen") を執筆し卒業する。1924年にはハイデッガーの後を追い、マールブルクへ行き、そこでレオ・シュトラウス、ゲルハルト・クリューガー、ハンス・ゲオルク・ガダマーを知る。1928年にハイデッガーの指導のもと、大学教員資格論文『隣人の役割における個人』(原題"Das Individuum in der Rolle des Mitmenschen")を提出した。1934年までマールブルク大学に勤務。歴史哲学・実存哲学・哲学的人間学・精神分析学の講義を担当し、また、同年にプラハで開催された哲学会議に参加した。

### ナチズムの台頭にともなう日本、アメリカでの生活
しかし、ナチズムの台頭にともない、ユダヤ系であったことを理由に大学での講義と出版が禁止され、大学を追われた。その後レーヴィットはロックフェラー奨学生としてイタリアへ留学し、1935年から1936年に『ニーチェの永劫回帰の哲学』(原題"Nietzsches Philosophie der ewigen Wiederkehr des Gleichen")と『ヤーコプ・ブルクハルト』(原題"Jacob Burckhardt")をローマで執筆した。1936年（昭和11年）から、かつてマールブルクのハイデガーのゼミで知り合った九鬼周造の尽力によって、東北帝国大学の教授として来日し、およそ5年にわたって哲学とドイツ文学の講座を担当した。しかし、第二次世界大戦が勃発し、日本がナチス・ドイツと同じ枢軸国側に加わったため、1941年（昭和16年）に日本を離れアメリカへと亡命した。
その後、『思想』に、論文「ヨーロッパのニヒリズム」を掲載した。戦後、筑摩書房から同タイトルで論文集が出版された際に付した「日本の読者に与える跋」では、日本の言論界について厳しく指摘をしている。
アメリカでは、神学者・パウル・ティリッヒとラインホルド・ニーバーの推薦の元、ハートフォード大学とコネチカット大学の神学講座を担当した。この時期、『ヘーゲルからニーチェへ』『歴史における意味』(原題"Meaning in History")(原題"Weltgeschichte und Heilsgeschehen")を執筆。1949年には、ニュースクール大学へ招聘される。

### ドイツへの帰国とハイデルベルク大学時代
1952年に、ガーダマーの呼びかけに応じて、ハイデルベルク大学教授に就任するためドイツに帰国した。1964年に引退するまで講義を担当した。この時期は『ハイデッガー―乏しき時代の思索者』(原題"Heidegger - Denker in dürftiger Zeit")、『歴史的存在の批判』(原題"Kritik der geschichtlichen Existenz")、『神、人間、世界』(原題"Gott, Mensch und Welt in der Metaphysik von Descartes bis zu Nietzsche")を執筆。
1973年、76歳でハイデルベルクにて死去。

## 研究内容・業績

### 哲学に関して
- 一般的にはレーヴィットは、ハイデッガーの弟子として知られている。だが、レーヴィット自身は初期の段階から離れていった。ナチス時代には完全にハイデッガーから遠ざかっていた。レーヴィットは、ストア的で、懐疑的で、不可知論者とみなされている。彼の哲学の主要なテーマはキリスト教哲学の崩壊（あるいは世俗化）であり、それとヘーゲルやカール・マルクスなどの歴史哲学を通じてのキリスト哲学における救済と実存主義である。
- 古代ギリシアと自然の相関関係を主点としたコスモロジカルな思想は、新しい時代の形而上学と実存的な情熱を切り開いた。その「歴史」を主点に置いた哲学思想はニーチェ研究などに影響を与えた。また、東北大学でも教鞭をとった機縁から、日本では、生前からレーヴィットの思想は研究されており、歴史哲学や政治哲学などからのアプローチも多い。また、それまで触れられることが少なかった、ヘーゲル左派の思想史的意義を見出したのもレーヴィットが最初であった。

## 家族・親族
- 父：ヴィルヘルム・レーヴィットは有名な画家であった。
- 母：マルガレーテ・レーヴィット。

## 著作

### 邦訳された著書
- 中川秀恭訳『キェルケゴールとニーチェ』（弘文堂 1943年／未來社 1967年、新版2002年）
- 柴田治三郎訳『ヨーロッパのニヒリズム』（筑摩書房 1948年、新版1974年）
- 柴田治三郎訳『人間と人間性』（岩波書店・岩波現代叢書 1959年）
- 柴田治三郎訳『ヘーゲルからニーチェへ』（岩波現代叢書（I・II） 1952年-1953年、新版1992年）
- 柴田治三郎訳『世界と世界史』（岩波現代叢書 1959年、新版2006年）
- 川原栄峰訳『知識・信仰・懐疑』（岩波現代叢書 1959年）
- 柴田治三郎訳『ニーチェの哲学』（岩波現代叢書 1960年）
- 柴田治三郎・脇圭平・安藤英治訳『ウェーバーとマルクス』（未來社 1966年）
- 柴田治三郎訳『ヘーゲル・マルクス・キェルケゴール』（未來社 1967年）
- 柴田治三郎訳『実存主義の哲学的背景 ハイデッガーとパスカル』（未來社 1967年）
- 佐々木一義訳『人間存在の倫理』（理想社・実存主義叢書1967年）
- 杉田泰一・岡崎英輔訳『ハイデッガー 乏しき時代の思索者』（未來社 1968年）
- 柴田治三郎訳『神と人間と世界 デカルトからニーチェまでの形而上学における』（岩波書店 1973年）
- 佐藤明雄訳『近世哲学の世界概念』（未來社 1973年）
- 麻生健訳『ヘーゲルとヘーゲル左派』（未來社 1975年）
- 中村志朗訳『ポール・ヴァレリー その哲学的思惟の概要』（未来社 1976年）
- 西尾幹二・瀧内槙雄訳『ヤーコプ・ブルクハルト』（TBSブリタニカ 1977年／ちくま学芸文庫 1994年）
- 秋間実訳『ナチズムと私の生活　仙台からの告発』（法政大学出版局 1990年）
- 佐藤明雄訳『東洋と西洋』（未来社1990年）
- 中村啓・永沼更始郎訳『ある反時代的考察[注 1] 人間・世界・歴史を見つめて』（法政大学出版局 1992年）
- 村岡晋一・平田裕之・瀬嶋貞徳訳『ヘーゲルからハイデガーへ』（作品社 2001年）
- 熊野純彦訳『共同存在の現象学』（岩波文庫 2008年）
- 三島憲一訳『ヘーゲルからニーチェへ：十九世紀思想における革命的断絶』（岩波文庫 2015年-2016年）
- 『ハイデガー＝レーヴィット往復書簡 1919-1973』アルフレート・デンカー編・註（法政大学出版局 2019年）

### カール・レーヴィットに関する研究書
- 『ハイデガーの子供たち』リチャード・ウォーリン著、村岡晋一ほか訳、新書館 2004年
- 『丸山真男とカール・レーヴィット：近代精神と批判精神をめぐって 』佐藤瑠威著、日本経済評論社 2003年